# Journal d’Amérique
Journal d’Amérique (englischer Festivaltitel American Journal) ist ein französischer Film in dokumentarischer Form unter der Regie von Arnaud des Pallières aus dem Jahr 2022. Der Film feierte am 14. Februar 2022 auf der Berlinale seine Weltpremiere in der Sektion Encounters.

## Handlung
Das Tagebuch erstreckt sich über die Monate Januar bis April eines nicht genannten Jahres. Während anfangs Träume von Erlebnissen in der Natur oder Phantasiewesen wie Feen und Parabeln dem Film einen leichten Charakter geben, ändert sich die Stimmung allmählich: Krieg und Gewalt dominieren später das Geschehen, die anfängliche Geborgenheit der Kindheit weicht der Entfremdung. Der Film wirkt wie ein „alter Film aus dem 20. Jahrhundert“ und bietet einen Anlass, über Heimat nachzudenken, die in dieser Form nicht mehr existiert.
2011 brachte Arnaud des Pallières seinen Essayfilm Poussières d’Amérique (Der Staub Amerikas, 2011) heraus, dessen historischen Situierung und Erzählweise er in Journal d’Amérique übernimmt. In beiden Filmen wechselt Archivmaterial, anonym und meist von Amateuren gedreht, mit Zwischentiteln ab, die mal Poesie, mal Reflexion oder Spekulationen enthalten. Die montierten Ton-, Bild- und Textbruchstücke rufen in ihrer filmischen Sprache das Zeitalter des Stummfilms wach.

## Produktion

### Filmstab
Regie führte Arnaud des Pallières, der auch für Drehbuch und Filmschnitt verantwortlich war. Die Musik komponierte Martin Wheeler.

### Produktion und Förderungen
Produziert wurde der Film von Michel Klein und Jérôme Dopffer.

### Dreharbeiten und Veröffentlichung
Der Film feierte am 14. Februar 2022 auf der Berlinale seine Weltpremiere in der Sektion Encounters. Der Vertrieb liegt in den Händen von Les Films d’Atalante.

## Auszeichnungen und Nominierungen
- 2022: Internationale Filmfestspiele Berlin
  - Nominierung für den Berlinale Dokumentarfilmpreis[3]